# Avenue Victor-Hugo (Bourg-la-Reine)
Pour les articles homonymes, voir Avenue Victor-Hugo.
L’avenue Victor-Hugo est une voie de communication de Bourg-la-Reine dans les Hauts-de-Seine.

## Situation et accès

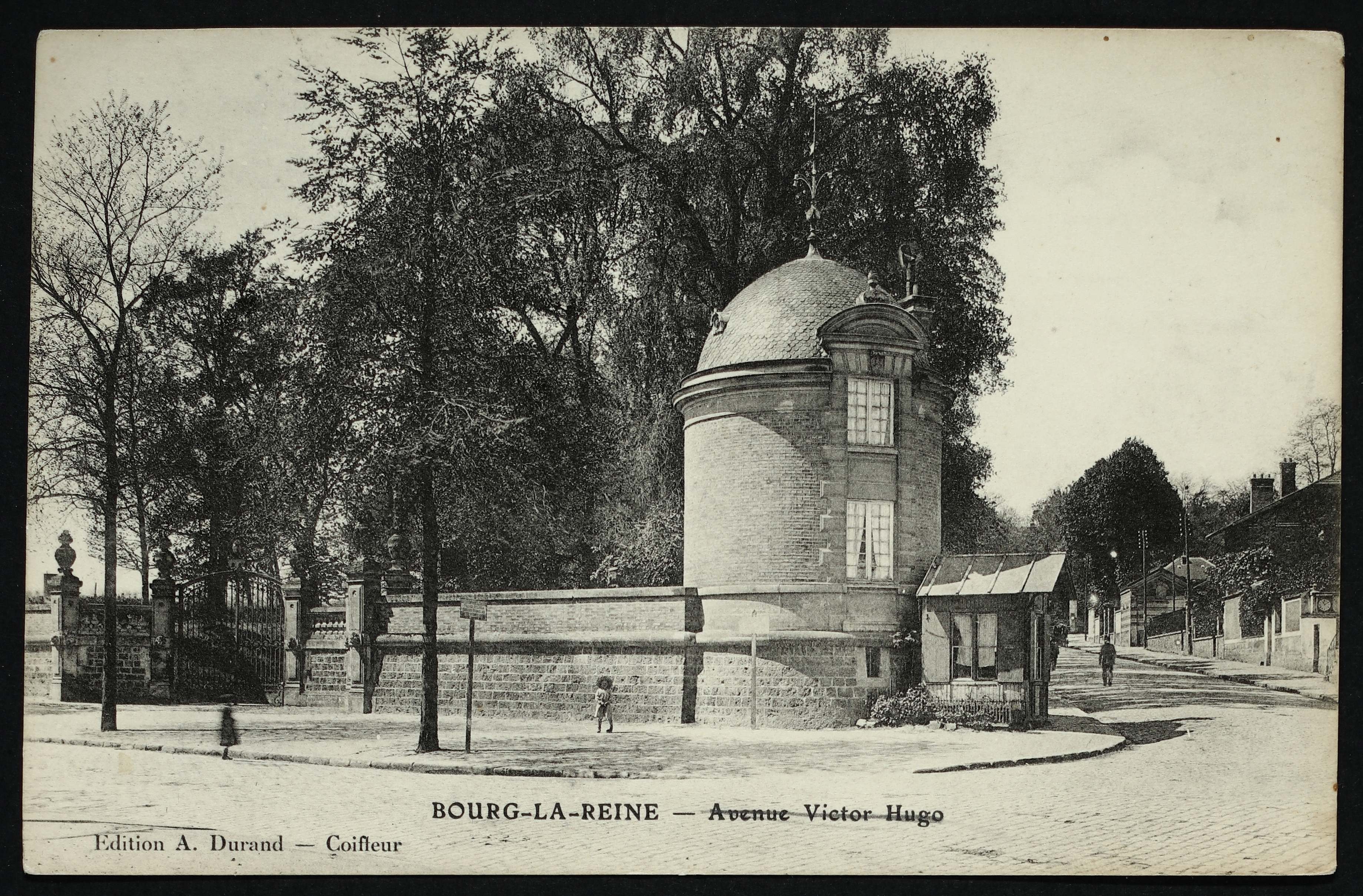
L'avenue Victor-Hugo vers 1900.

Commençant à la limite de la ville, elle partage une partie de son tracé avec l'avenue du Président-Franklin-Roosevelt dont elle occupe le côté nord. Elle rencontre ensuite l'avenue du Lycée-Lakanal, la rue Laurin puis la rue André-Theuriet, pour se terminer à l'angle du boulevard du Maréchal-Joffre.

## Origine du nom
Cette avenue a été nommée en hommage au poète, dramaturge, écrivain et homme politique français Victor Hugo (1802-1885).

## Historique

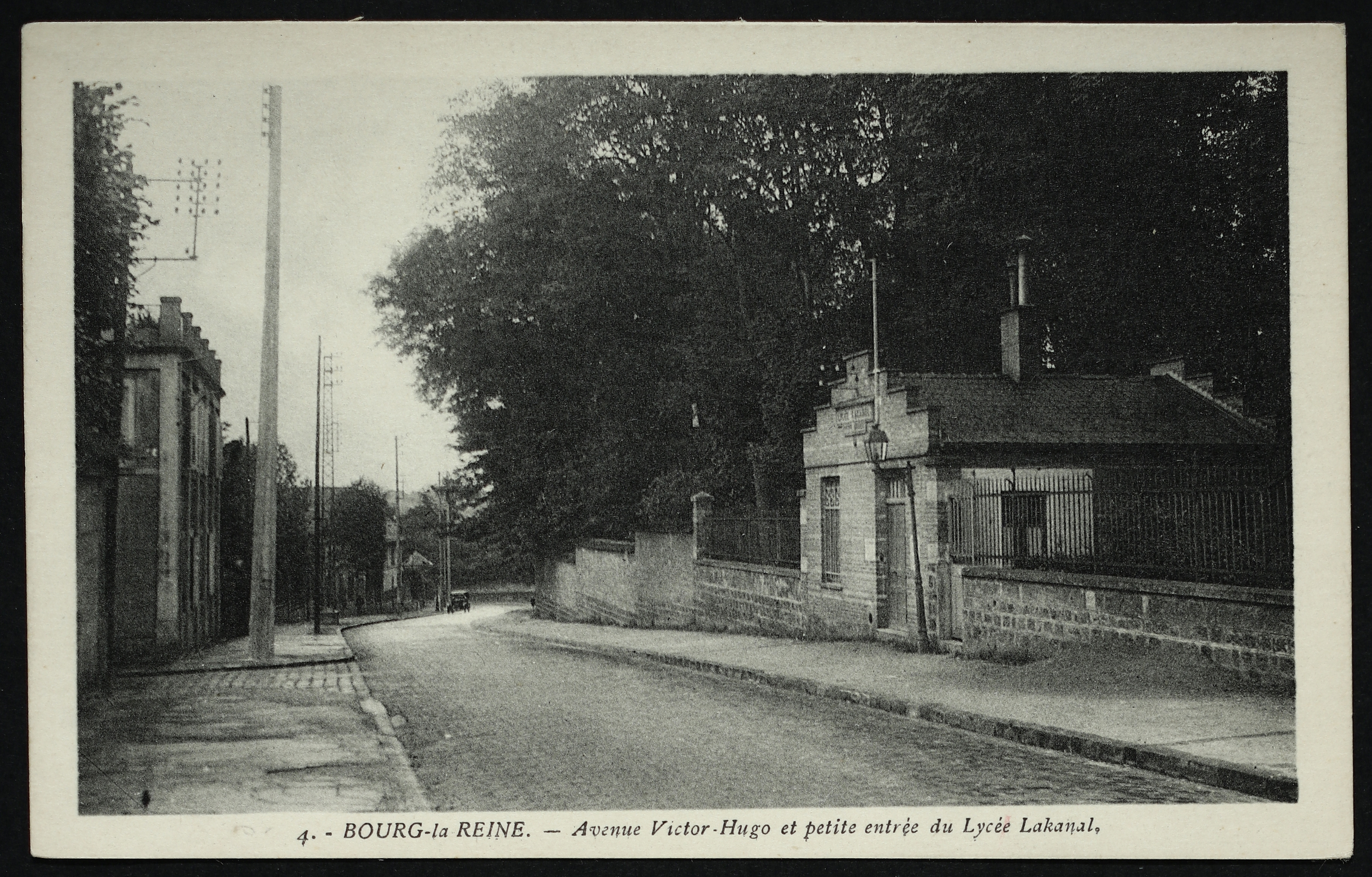
Avenue Victor-Hugo et petite entrée du lycée Lakanal, à l'orée du XXe siècle.

Au début du XXe siècle, Bourg-la-Reine n'était encore qu'une bourgade de quelques centaines de maisons rassemblées autour de cette avenue, de la Grande Rue et du boulevard Carnot.

## Bâtiments remarquables et lieux de mémoire

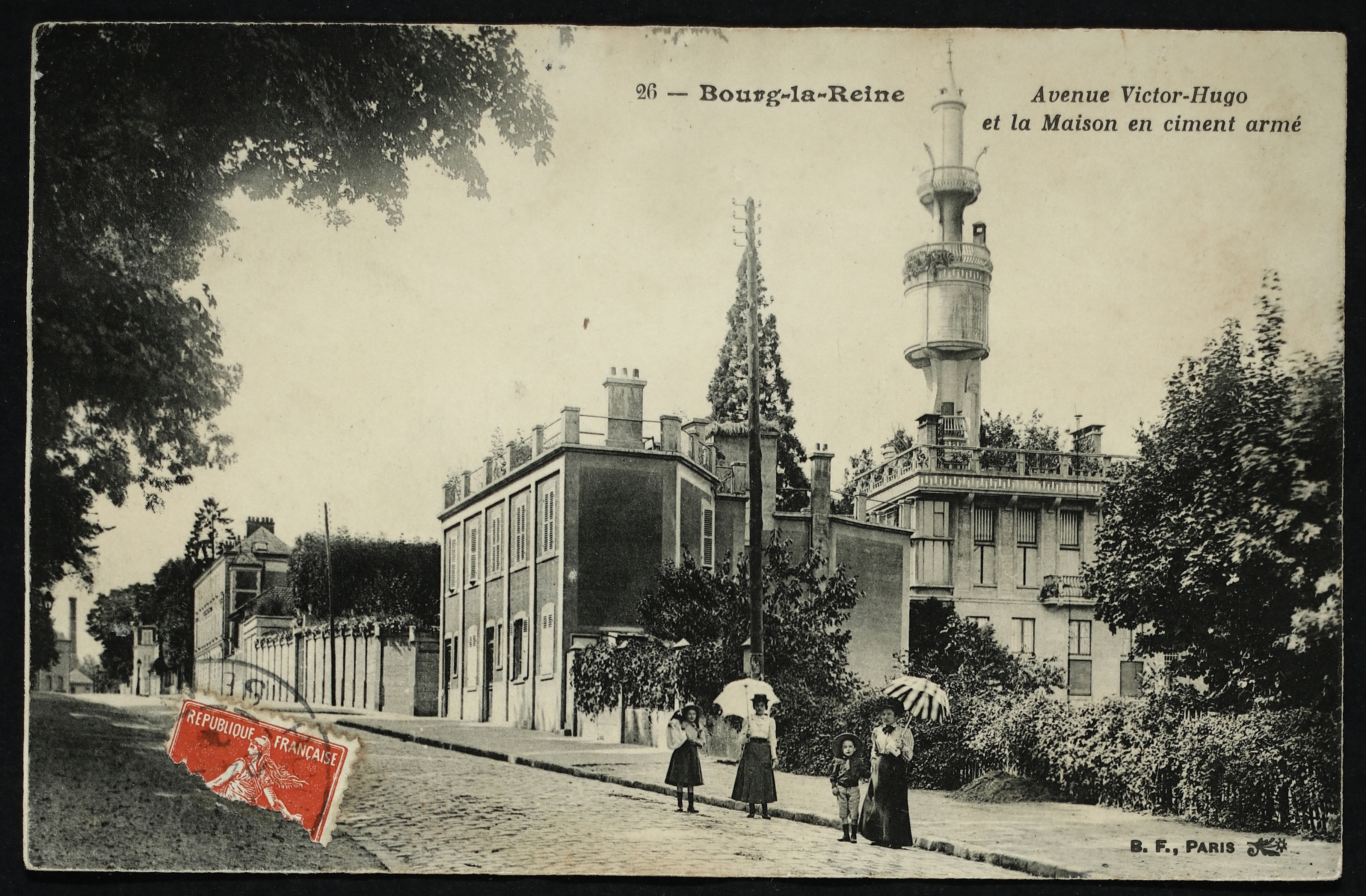
Avenue Victor-Hugo et la Maison en ciment armé.

- no 14 : maison d'André Theuriet[2]. Autre accès au no 10-12 et 12 bis rue André-Theuriet.
- no 22 : autrefois le no 8, avenue du Pavé-de-Sceaux ; le maréchal Élie-Frédéric Forey habitait dans une propriété acquise le 29 avril 1857.
- Villa Hennebique, dite Maison en ciment armé[3],[4].
- Lycée Lakanal[5],[6].
- Emplacement de l'ancienne entrée du château de la marquise de Trévise[7].